# Anastatus atriflagellum
Anastatus atriflagellum är en stekelart som först beskrevs av Girault 1924.  Anastatus atriflagellum ingår i släktet Anastatus och familjen hoppglanssteklar. Inga underarter finns listade i Catalogue of Life.